# The Flowers of Romance (groupe grec)
Pour les articles homonymes, voir The Flowers of Romance.
Ne doit pas être confondu avec le groupe britannique The Flowers of Romance.
The Flowers of Romance est un groupe pionnier de punk rock puis de rock gothique de la scène rock underground grecque, de 1981 à 1998.

## Discographie
- 1986 :  ANOVIS
- 1990 :  Dorian Grey
- 1992 :  The Flowers of Romance - The Story so Far
- 1992 :  Love Means Death
- 1993 :  Pleasure & The Pain/Winter Waltz
- 1996 :  Channel Z
- 1996 :  Brilliant Mistakes